# موج (فیلم ۲۰۱۳)
موج (به مالایالم: Thira) و (به انگلیسی: Wave) فیلمی هندی محصول سال ۲۰۱۳ و به کارگردانی وینیت سرینیواسان است. در این فیلم بازیگرانی همچون شوبانا، دایان سرینیواسان، دیپاک پارامبول ایفای نقش کرده‌اند.